# Samuel (cantor português)
Samuel Leonor Lopes Quedas, conhecido artisticamente apenas como Samuel (Malveira, 1 de agosto de 1952) é um cantor, compositor e arranjador português.

## Percurso
Foi viver para Setúbal onde conhece José Afonso a quem mostra as suas canções. O cantor apenas apreciou algumas partes dessas canções. Depois dessa conversa, Samuel foi para casa e fez várias cantigas, quase de um dia para o outro. Uma delas, o "Cantigueiro", que foi a sua primeira canção gravada em disco. "O Zeca achou graça, adoptou-a e, praticamente quinze dias depois foi gravada e editada pela editora Arnaldo Trindade". Estávamos em 1972.
Ainda nesse ano é convidado para o projecto "Fala do Homem Nascido" de José Niza e José Calvário, com as vozes de Carlos Mendes, Duarte Mendes, Samuel e Tonicha, onde são interpretados poemas de António Gedeão.
Depois do 25 de Abril, participa em muitas sessões de Canto Livre.
Edita um EP, em edição de autor, com os temas "A Minha Terra", "Tu Dizes Que Me Queres Muito", "Cantiga das Sandálias Rotas", "Venceremos", "O Povo Unido" e "De Pé Pela Revolução". Grava também o "Hino da Reforma Agrária".
O álbum "Zé Ferrugem" conta com músicas e letras de Samuel, Nuno Gomes dos Santos e José Jorge Letria. Os três juntamente com Jorge Palma lançaram ainda um single com o hino do jornal "O Diário".
A solo participa no Festival RTP da Canção de 1979 com os temas "Recados Da Ilha" e "O Fogo Desta Idade". Faz também parte do grupo Pedro Osório SARL (juntamente com Pedro Osório e Carlos Alberto Moniz) que se classifica em 3º lugar na mesma edição do festival com o tema Uma Canção Comercial.
Nesse mesmo ano grava o álbum "Ao Alcance Das Mãos" para a RCA/Telectra.
Em 1980 participa de novo no Festival da RTP com "Que Ninguém Te Dê Nome" e em 1981 classifica-se em 6º lugar, com "Tempo De Partir". Ainda em 1981 participa no Festival da Canção da Rádio Comercial.
No ano seguinte regressa ao Festival RTP da Canção com os SARL e o tema "Quero ser Feliz Agora". É também o interprete do tema principal da novela "Vila Faia".
Lança o single "Ainda Um Jardim Aqui", em colaboração com o Coro de Santo Amaro de Oeiras, em 1983.
Em 1984 fica em 2º lugar no Festival RTP da Canção com "Pelo Fim da Tarde", apenas suplantado por Maria Guinot. Concorre com mais dois temas: "Este Quadro" (em conjunto com Cristina) e "Maneira De Ser". Passa a viver com Maria Amparo de quem tem um filho. Tem dois filhos de um relacionamento anterior.
Em 1994 colabora com Paco Bandeira no espectáculo "Palco de Estrelas". Em 1997 grava temas de Adriano Correia de Oliveira no disco "Trovas do tempo que passa". Participa no disco "Pelo Sonho é que Fomos".
Viveu em Montemor-o-Novo, entre 1996 e 2012, onde colaborou no Festival das Quatro Cidades, Oficina do Canto e Musicalidades e diversas outras produções musicais.
Em 2011 foi-lhe atribuído o "Prémio Carlos Paredes", pelo conjunto da sua carreira de mais de 40 anos de canções, prémio instituído pela Câmara Municipal de Almada, no âmbito do seu "Festival Cantar Abril".
Lúcia Moniz canta um tema com letra da sua autoria no álbum "Fio de Luz" de 2011.
Vive, actualmente, no Pinhal-Novo. Tem em preparação a gravação de um trabalho com canções inéditas, que estava prometido para o ano de 2015.
Para além da ininterrupta actividade como intérprete, produz igualmente música para outros artistas, seja na produção musical de discos, seja na autoria de canções.

## Comentários
(Arnaldo Trindade)
"O senhor Arnaldo Trindade era um comerciante e importador de electrodomésticos que gostava muito de música. Gostava tanto que pagava o ordenado ao José Afonso e ao Adriano Correia de Oliveira para eles se manterem na editora. E fazia-o porque era amigo deles e pelo gosto de não perder as coisas que eles compunham e cantavam..."
Samuel / Folha de Montemor (Montemor)

## Discografia
- Ao Alcance Das Mãos (LP, RCA, 1979)
- Trovas do tempo que passa: Festival 4 cidades (CD, 1997)

Singles e Ep's
- O Cantigueiro (Ep, Orfeu, 1972) ATEP 6451 - (O Cantigueiro/A Recompensa/Os Castelos Também Se Assaltam/Cantar De Quem Anda Por Lá)
- De Pé Pela Revolução (Ep, Guida Da Música)-1 (A Minha Terra/Tu Dizes Que Me Queres Muito/Cantiga das Sandálias Rotas/ Venceremos/Povo Unido/De Pé Pela Revolução)
- Hino da Reforma Agrária (Ep, Guida Da Música, 1975)-2 (Viva A Reforma Agrária/Rendeiros)
- O Fogo Desta Idade / Recados da Ilha (Single, RCA, 1979) PB-9357
- Que Ninguém Te Dê Nome / Vira Virado (Single, RCA, 1980) PB-9513
- Tempo de Partir / É Tarde Meu Amor (Single, Edisom, 1981)
- Vila Faia  (Tema de Pedro e Madalena) (Single, VC, 1982)
- Tema de Rui (Single, VC, 1982)
- Ainda Um Jardim Aqui / A Alegria Vinha No Jornal (Single, Orfeu, 1983)
- Maneira de Ser / Pelo Fim Da Tarde (Single, Orfeu, 1984)
- Este Quadro / Dizer Amor (Single, Orfeu, 1984)

Outros
- Fala do Homem Nascido (1972)
- Abril Antes de Abril (1975) - Os castelos também se assaltam
- Vila Faia (1982) - Vila Faia / Tema De Rui
- Abbacadabra (1984)
- Abraço a Moçambique (1985)
- 100 anos de 1º de Maio (1986) - Manifestação
- Palco de Estrelas (1994)
- 25 Abril, 25 Anos, 25 Canções (1998) - A Minha Terra
- Pelo Sonho é que Fomos (1998)